# Échiquier d'Occitanie
Pour les articles homonymes, voir Échiquier (papillon).
Melanargia occitanica
Espèce
L’Échiquier d'Occitanie (Melanargia occitanica) est une espèce de lépidoptères (papillons) appartenant à la famille des Nymphalidae, à la sous-famille des Satyrinae et au genre Melanargia.

## Dénomination
Melanargia occitanica a été nommé par Eugen Johann Christoph Esper en 1793.
Synonymes : Papilio arge occitanica Esper, 1789 ; Papilio psyche Hübner, 1799-1800.

### Noms vernaculaires
L'Échiquier d'Occitanie se nomme Western Marbled White en anglais et Medioluto herrumbrosa en espagnol.

### Sous-espèces
- Melanargia occitanica pelagia Oberthür, 1911 au Maroc[1].
- Melanargia occitanica megalatlasica Tarrier, 1995 ; à Tizi-n-Talrhemt dans le Haut Atlas marocain.
- Melanargia occitanica moghrebiana Varin, 1951 ; à Ifrane, Azrou, Annoceur, Tizi-n-Foucht, au Col du Taghzeft, Aghbalou-Larbi dans le Moyen Atlas marocain.

## Description
C'est un papillon de taille moyenne qui présente un damier marron plus ou moins foncé et blanc sur les parties distales et des veines marquées en noir sur les parties basales.
Le revers dessine en noir les limites des damiers et les ocelles de l'apex des antérieures et en ligne aux postérieures sont bien visibles, de couleur ocre pupillés de bleu et doublement cerclés de blanc puis de noir.

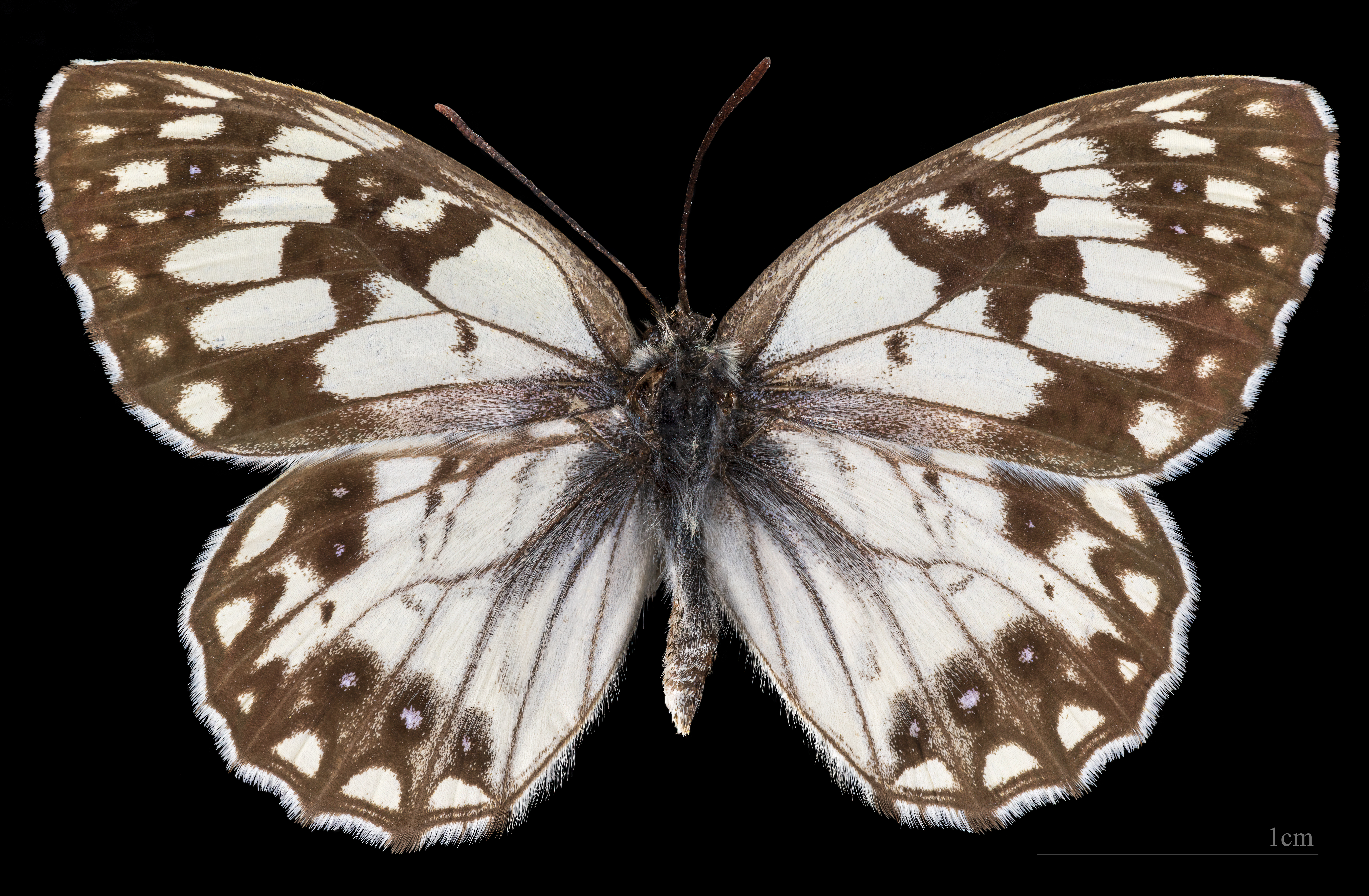
Melanargia occitanica ♂   MHNT
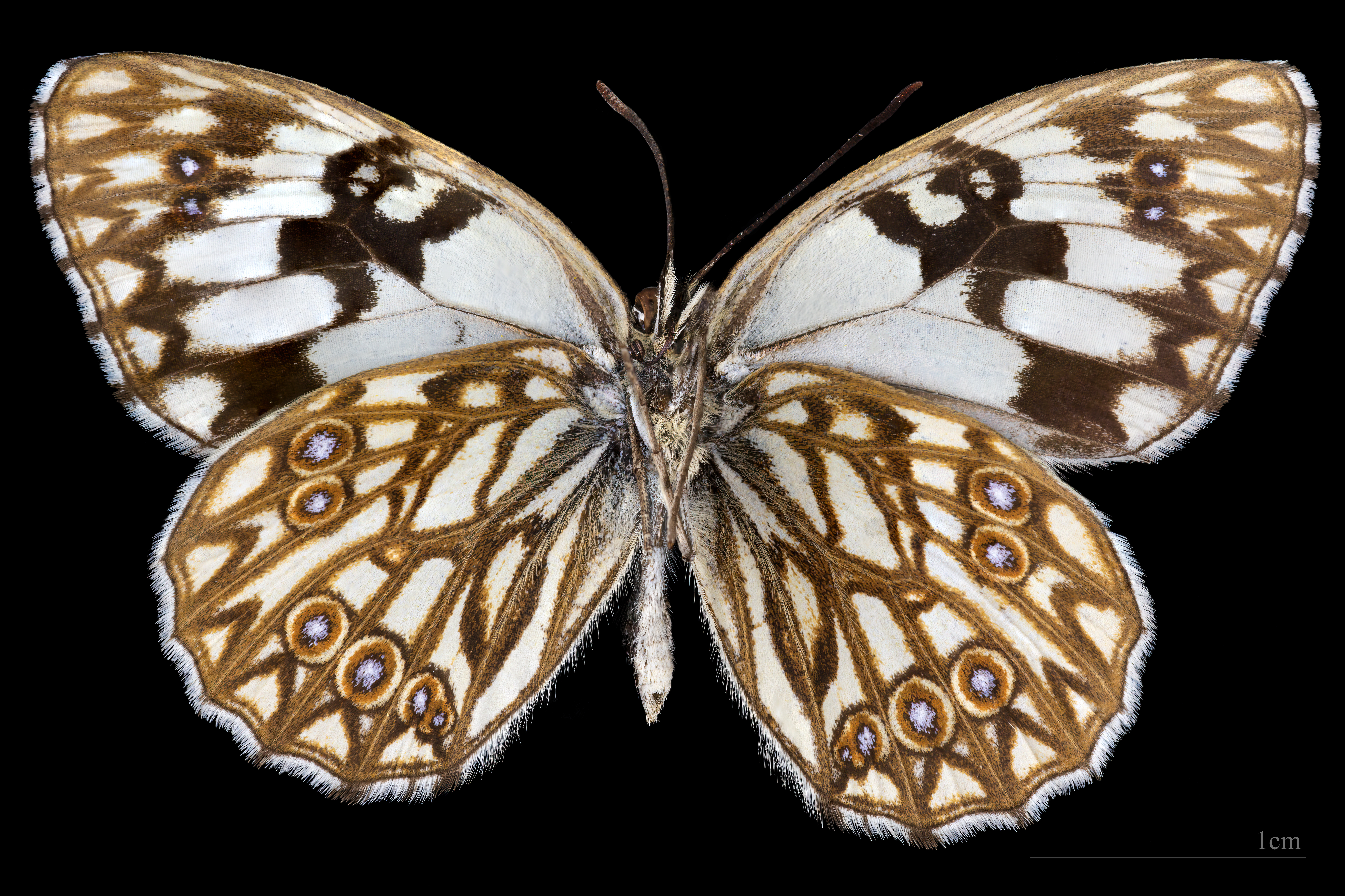
Melanargia occitanica ♂   △  MHNT

## Biologie

### Période de vol et hivernation
La période de vol s'étend de fin avril à fin juin en une seule génération, au Maroc une courte période en mai.

### Plantes hôtes
Les plantes hôtes de la chenille sont des poacées (graminées) : Brachypodium dont Brachypodium pinnatum, Dactylis dont Dactylis glomerata, Lygeum dont Lygeum spartum.

## Écologie et distribution
L'Échiquier d'Occitanie est présent dans l'ouest de l'Afrique-du-Nord (Maroc) et dans le sud-ouest de l’Europe, Portugal, Espagne, sud de la France et dans les Alpes italiennes. Sa présence en Corse et en Sicile demande à être confirmée,.
En France métropolitaine, il est présent dans tous les départements du pourtour méditerranéen.

### Biotope
Il réside dans les garrigues ; au Maroc, en bordure des forêts en altitude.

### Protection
Pas de statut de protection particulier en France. Il est considéré comme vulnérable au Maroc.

## Espèces ressemblantes en Europe occidentale et au Maghreb
- Melanargia arge - Échiquier d'Italie en Italie
- Melanargia galathea - Demi-deuil
- Melanargia ines - Échiquier des Almoravides au Portugal, en Espagne, au Maroc, en Algérie, Tunisie et Libye.
- Melanargia lachesis - Échiquier ibérique.
- Melanargia larissa - Échiquier des Balkans.
- Melanargia pherusa - Échiquier de Sicile en Sicile.
- Melanargia russiae - Échiquier de Russie présent du sud de l'Europe au centre de l'Asie.